# 安道全
安道全，小说《水浒传》中人物，建康府医生，医术高明而得“神醫”美稱。
宋江率兵攻打大名府时背上生疮，病痛致無法下床。张顺推荐有神醫之稱的安道全來醫治，並赴建康府去請安道全，但安道全因为迷恋娼妓李巧奴，不愿随张顺去梁山。张顺惱恨而怒杀鸨婆和李巧奴，並在墙上写下“杀人者安道全”嫁禍逼迫。安道全无奈之下只得随张顺歸順梁山给宋江治病，之后留任随军医生。梁山好汉受招安后，安道全被皇帝召入宫内治病，未参与征讨方腊。

## 影视形象
- 1998年央视版《水浒传》：邢枫
- 2011年版《水浒传》：陈大成
- 2011年电影《安道全与王定六》：景岗山
- 2012年电影《水浒英雄谱之神医安道全》：陈龙
- 2014年电视剧《神医安道全》：余少群